# Pintupi
Pintupi – grupa australijskich Aborygenów należących do grupy kulturowej Pustyni Zachodniej i żyjących na zachód od jeziora MacDonald i jeziora Mackay w Australii Zachodniej. Ludzie ci przesiedlali się (lub zostali przeniesieni) do społeczności aborygeńskich Papunya i Haasts Bluff na zachodzie Terytorium Północnego od lat 40. do lat 80. 
Ostatni Pintupi, nazywani „zaginionym szczepem” (Dziewięcioro Pintupi), porzucili tradycyjne życie na pustyni w 1984 roku.